# Römerpark (Winterthur)

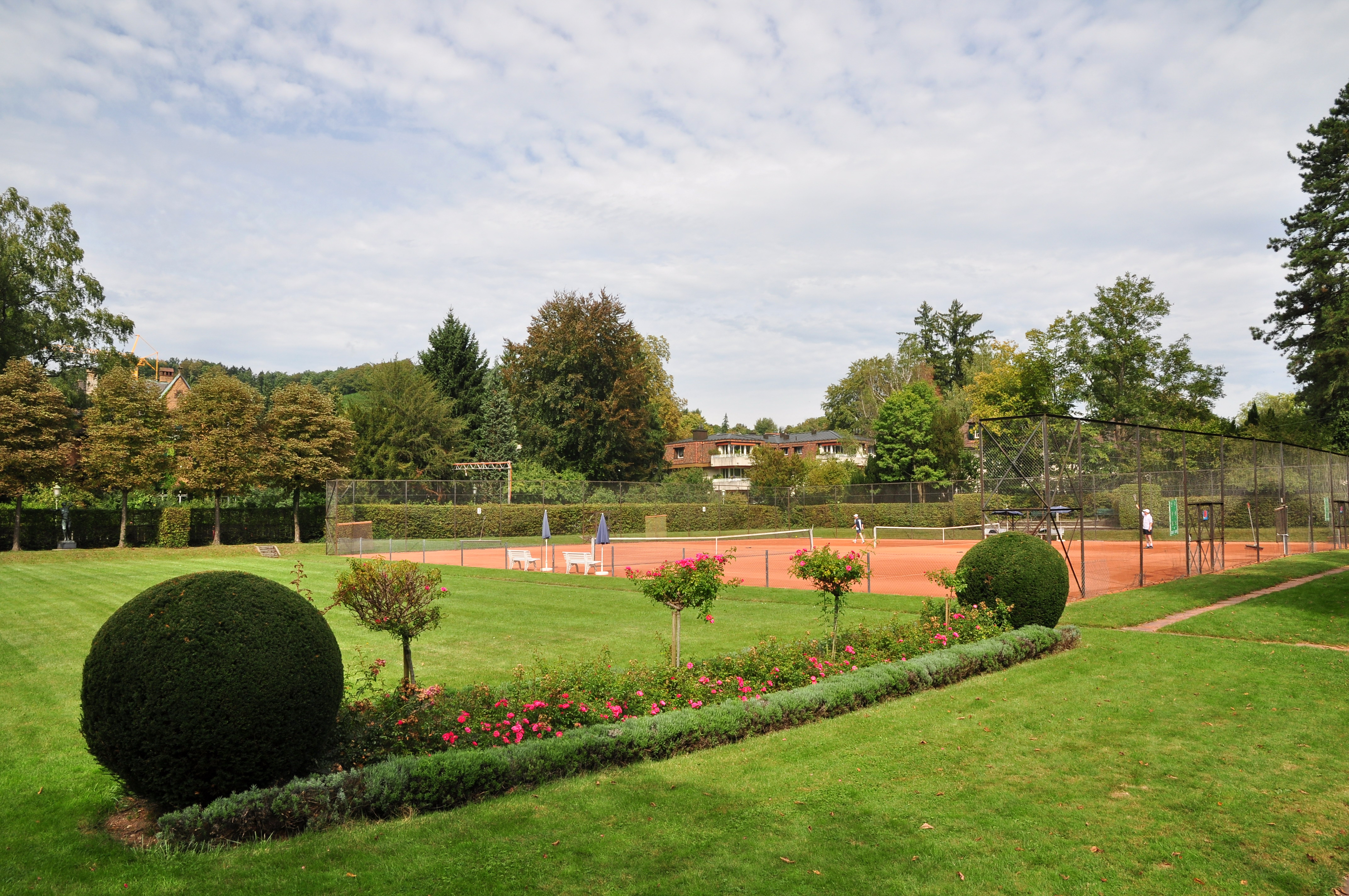
Römerpark

Der Römerpark ist eine Tennis- und Parkanlage in Winterthur. Die Anlage gehört seit 2006 vollständig dem Tennisclub LTC Winterthur und ist vom Bund als Kulturgut von nationaler Bedeutung unter Tennisanlage Geiselweid gelistet.

## Aufbau der Anlage
Die durch die Nord-Süd-Achse symmetrisch aufgebaute Anlage wird von Osten nach Westen von einer mit Bäumen gesäumten Allee durchzogen, die an beiden Enden von Bronzestatuen (beides Frauenakte) begrenzt sind. Die eine Statue stammt von Hermann Hubacher, einem Freund von Oskar Reinhart, und die andere vom Künstler Hermann Haller, der von Oskars Vater Theodor Reinhart gefördert wurde. Seit 1988 gibt es im Norden, auf der der Seidenstrasse zugewandten Längsseite, eine weitere Bronzestatue von Theo Spinnler. Zentral befindet sich das pavillonartig gebaute Clubhaus der Architekten Rittmeyer/Furrer. Rechts, links und nördlich des Clubhauses befinden sich insgesamt sechs Sand-Tennisplätze – im Clubhaus selbst befindet sich ein Restaurant. Am Südende des Parks, durch einen Parkplatz vom Clubhaus getrennt, steht ein Gerätehaus, das stilistisch an der Bauweise des Clubhauses angelehnt ist.

## Geschichte
Die Anlage wurde 1922 vom Winterthurer Kunstmäzen Oskar Reinhart für den Winterthurer Tennisclub LTC Winterthur gestiftet und erbaut von den Architekten Rittmeyer/Furrer (Clubhaus) und Otto Froebels Erben (Gartenanlage). Ab 1925 wurde die Anlage vom LTC Winterthur im Gastrecht benutzt.
1966 ging die Tennisanlage nach dem Ableben von Oskar Reinhart in einer Schenkung an die Volkart-Stiftung über. Diese bekam die Anlage unter der Auflage sie dem Tennisclub zur Verfügung zu stellen und konnte dafür den Betrieb der Anlage übernehmen. Dies war jedoch nicht allzu rentabel, da die Tennisanlage nur im Sommer genutzt wurde, daher kamen mehrfach Überlegungen für eine Ganzjahresnutzung der Anlage auf. Da man dabei den parkähnlichen Charakter der Anlage nicht zerstören wollte, gestaltete sich dies jedoch schwierig. Erst 1988 wurde auf Initiative des Stiftungspräsidenten Andreas Reinhart unter dem Clubhaus ein eigenständiges Fitnesscenter (das heute rund 50 Mitarbeiter beschäftigt) und zwei unterirdische Hallentennisplätze gebaut, um einen Ganzjahresbetrieb der bisher nur in Sommermonaten genutzten Anlage zu ermöglichen.
Im Jahr 1997 übernahm der LTC Winterthur einen Drittel der Parkanlage und im Jahr 2006 kaufte der Club auch die restlichen zwei Drittel der Anlage von der Volkart-Stiftung ab und wurde damit der alleinige Besitzer des Römerparks. Im Jahr 2008 wurde das Restaurant im Clubhaus von der Stadt Winterthur übernommen.